# 韋爾霍圖里耶
58°52′N 60°48′E / 58.867°N 60.800°E
韋爾霍圖里耶 （俄语：Верхоту́рье）是俄羅斯斯維爾德洛夫斯克州北部的一個历史和行政村镇市，位於乌拉尔山中部的东侧，州府葉卡捷琳堡以北306公里、圖拉河左岸。2010年预测人口7,448人，2002年统计人口7,815人，1989年统计人口8,973人，1967年统计人口10,900。

## 概况
1598年建立，是俄羅斯在烏拉爾山脈以東最古老的栖息地。历史上发生过两次大火1674年和1738年,1906年铁路通车，1926年撤去行政市,1947年恢复行政市。有两条输油管道从这里通过，计划建设一座炼油厂。
和毗邻的矿业市镇比较，韦尔霍图里耶基本没有工业化，保留了历史风貌。作为乌拉尔山以东最古老的俄罗斯栖息地，拥有该地区的堡垒型教堂（图1堡垒型教堂 （页面存档备份，存于）），韦尔霍图里耶被认为是俄罗斯宗教的中心之一。著名的教堂有三一教堂1703-1712年（图2三一教堂）,尼考莱修道院1604年，此外镇上还有两座最古老的女修道院1621年

## 西伯利亚的门户
乌拉尔山脉中部的韦尔霍图里耶区段比较低平，形成了通往西伯利亚的自然门户。俄罗斯占据西伯利亚之后，首要的问题就是发现俄罗斯欧洲部分和亚洲部分连接通道。1580年葉爾馬克·齊莫菲葉維奇沿着韦尔霍图里耶南面的丘索瓦亞河而下，越过了塔吉尔河的一个支流到巴兰恰（the Barancha）。这条通道后来因为塔吉尔河上游太浅而被放弃。大约在1590年左右，在索利卡姆斯克（Solikamsk）以北的切尔登（Cherdyn）开辟了一条更北的通道，向北抵达维舍拉河向南抵达洛濟瓦河。1597年阿尔捷米·巴比诺夫（Artemy Babinov）发现了称之为常规的通道。这条（Babinsky Road）从索利卡姆斯克穿越平原抵达韦尔霍图里耶。1598年韦尔霍图里耶建起了一座堡垒，并在1600或者是1601年设立了海关。直至1763年，这里都是前往西伯利亚的主要通道。冬季的雪橇从绍利卡姆斯克将货物拖载到韦尔霍图里耶存储，直至春来冰雪融化。从西伯利亚收购的皮毛作为贡品经由韦尔霍图里耶运送到莫斯科的（Sable Treasury）官库。私人拥有的皮毛从西伯利亚运出来，需要在当地纳税，否则，则需要在此缴纳10%的关税。进入西伯利亚的货物则需要在此缴纳4%的关税，销售时尚需缴纳10%的销售税。出入西伯利亚的货物都要在此接受检查，防止走私。当地还设立了哨所以防有人偷越关卡。
在1600前后，沿河修建了图林斯克，还修了一条冬季的冰道连接两地。伊尔比特集市成了主要的贸易场所。1695年，除了韦尔霍图里耶，卡马盆地所有的通道都依法予以关闭。但从1763起，韦尔霍图里耶的地位方才下降，因为通往西伯利亚的通道改建到南部的叶卡捷琳堡。1770年左右，关闭了此地通往西伯利亚的收费关卡。

## 历史人物
叶尔马克 （页面存档备份，存于）[Yermak]